# Claude Monet (rose)
'Claude Monet' est un cultivar de rosier obtenu en 1992 par Jack Christensen et commercialisé par la maison Delbard dans la catégorie des « roses de peintres » (nom commercial Jacdesa) de la famille des hybrides de thé.

## Description
Cette rose semi-double a un coloris panaché de rose et de jaune qui varie d'une fleur à l'autre et fleurit en plein soleil de juin à l'automne, offrant un léger parfum de notes de poire et de citron. Son buisson au feuillage vert sombre peut atteindre 1 mètre de hauteur pour 50 à 60 cm de largeur. Elle a besoin d'être rabattue au tiers avant le printemps. 
Cette rose a été baptisée d'après le fameux peintre impressionniste, Claude Monet (1840-1926), enterré à Giverny.